# محمد نسیم براس
محمد نسیم براس (انگلیسی: Mohammad Nasim Baras؛ زادهٔ ۳۰ مهٔ ۱۹۹۳) بازیکن کریکت اهل افغانستان است.
از باشگاه‌هایی که در آن بازی کرده‌است می‌توان به اشاره کرد.